# Láčkovka podivná

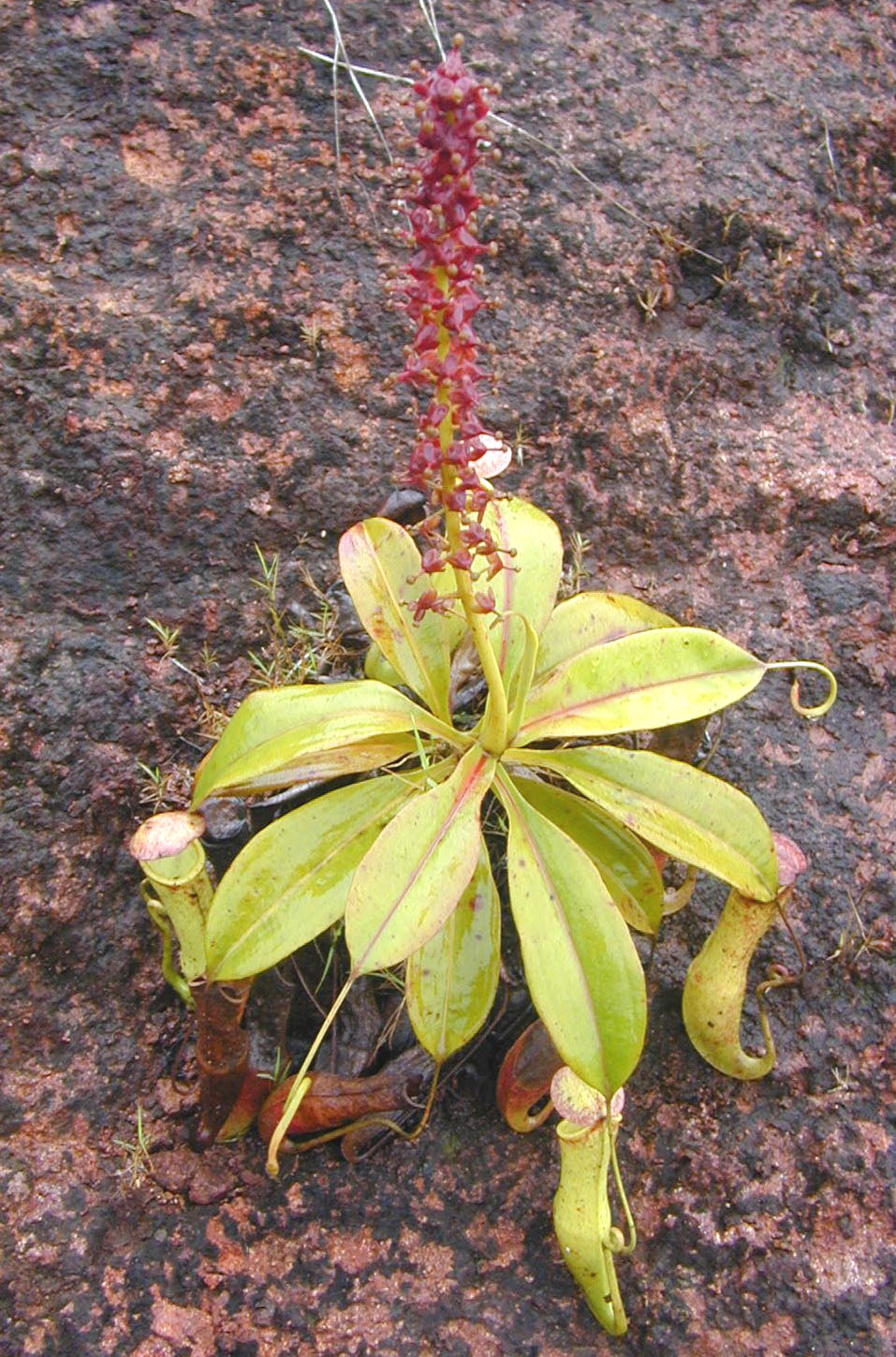
Kvetoucí láčkovka podivná

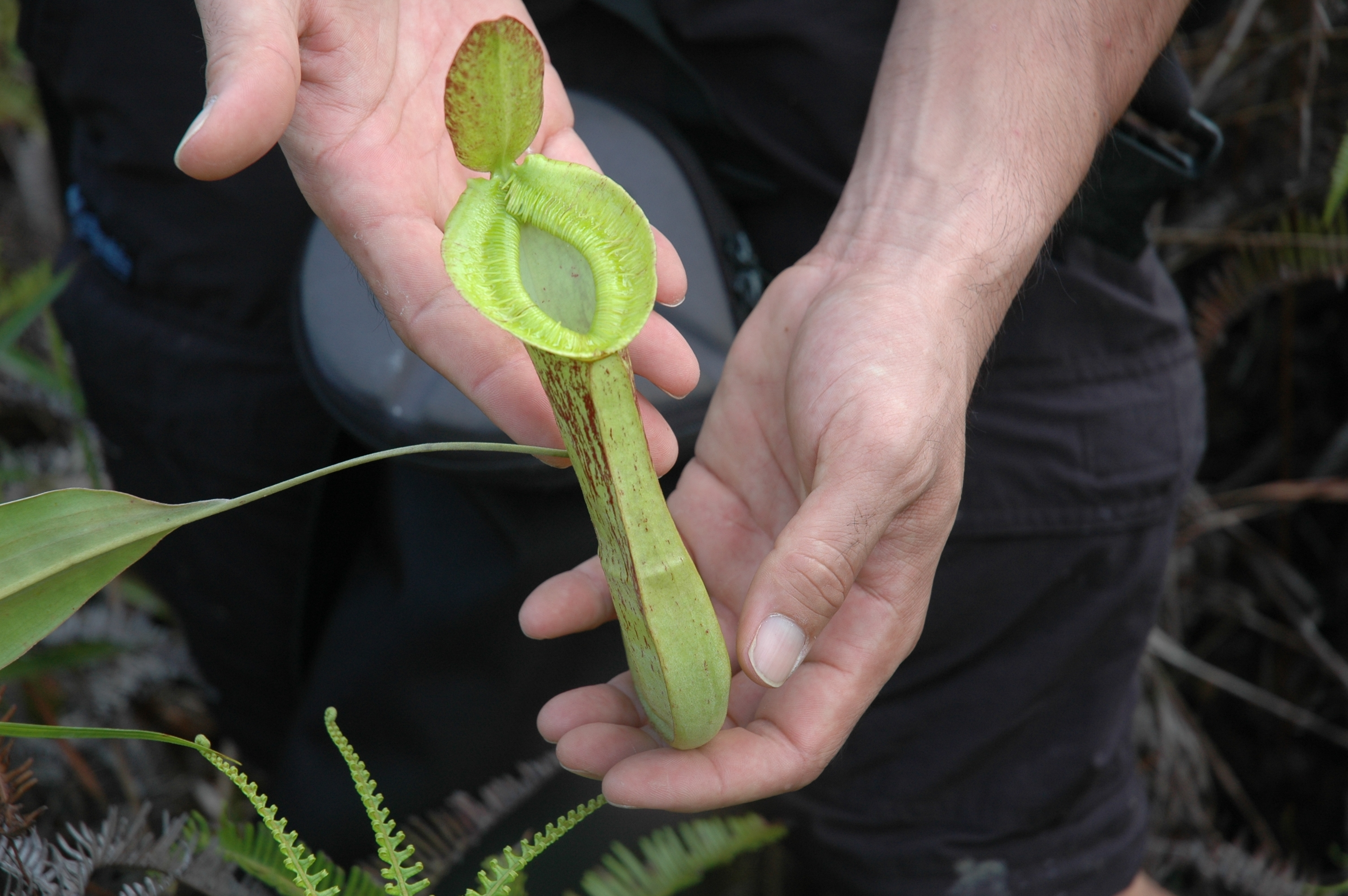
Skutečná velikost láčky

Láčkovka podivná (Nepenthes mirabilis) je tropická masožravá rostlina lapající hmyz do láčky s tekutinou obsahující trávicí enzymy. Obvykle roste v přirozeně chudé nebo degradované půdě a tímto způsobem si doplňuje nedostatkové živiny, které potřebuje pro tvorbu květů. Je obdobně jako ostatní láčkovky rostlinou dvoudomou, tj. existují rostliny jen se samčími nebo jen samičími květy.

## Rozšíření
Jedná se o nejrozšířenější druh rodu láčkovka (Nepenthes), jehož areál se rozkládá v jihovýchodní Asii, severní Austrálii i v Oceánii. Láčkovka podivná roste v jihovýchodní Číně (provincie Kuang-tung a Chaj-nan), v Kambodži, Laosu, Myanmaru, Thajsku, Vietnamu a dále v Malajsii (pevninská Malajsie, Sabah i Sarawak), Bruneji, na jižních ostrovech Filipín, v Indonésii na východní Jávě, Borneu a na ostrovech Sulawesi, Bali a Lombok, na Nové Guineji, v Queenslandu na severu Austrálie i na ostrovech Palau v souostroví Karolíny na západě pacifické Mikronésie.

## Ekologie
Vyrůstá obvykle na vlhkých až mokrých místech, na okrajích lesů a křovin, na vřesovištích, travnatých i narušených plochách s neúrodnými půdami, obvykle v blízkosti vodních toků a jezer. Je dosti přizpůsobivá, vyskytuje se jak v bažinách, tak i na stanovištích po delší dobu vysušených. Obvykle se nachází v nižších nadmořských výškách okolo 400 m, na Nové Guineji ale vystupuje až do výšky 1000 m.
Jejich původní stanoviště jsou někdy ničena při antropogenních úpravách pozemků, ale rostliny si často nacházejí na narušené jalové půdě nová místa k růstu. Z pozorování dokonce vyplývá, že počet nových stanovišť je obvykle vyšší, než ztráty původních kolonií. Místně může být populace ohrožena (např. vysušováním bažin v australském Queenslandu), ale globální výskyt láčkovky podivné se odhaduje v miliónech exemplářů a předpokládá se dokonce její stoupající trend rozšíření.
Láčkovka podivná je jediný druh láčkovky, který roste současně po obou stranách Wallaceovy linie, hranice mezi asijským a australským biologickým společenstvem. Rostlina byla poprvé popsána v roce 1790 jako Phyllamphora mirabilis portugalským knězem João de Loureiro a na základě nových znalostí ji roku 1916 anglický botanik George Claridge Druce přeřadil do rodu Nepenthes.

## Popis
Vytrvalá, keřovitá bylina s přímými, nebo po opoře vztyčenými lodyhami dlouhými 0,5 až 2 metry a hrubými 6 až 10 mm, které mívají internodia 2 až 10 cm dlouhá. Bazální listy v růžici bývají téměř přisedlé až objímavé, jsou kopinaté, dlouhé do 10 cm, po obvodě často zoubkované a na vrcholu mají úponek kratší než čepel listu. Úponkem je připojená úzká, přibližně válcovitá láčka dlouhá 5 až 16 cm a široká od 2 do 5 cm. Její spodní část je vejčitá a horní válcovitá se zužuje k vrcholu. Nahoře má láčka poněkud zploštělé kruhovité, 2 až 5 cm široké ústí se zhrublým obústím a vejčité víčko asi 4,5 cm velké. Má dvě postranní křídla o šířce až 7 cm a bývá lemovaná úzkými vlákny o délce do 6 mm. Láčky jsou různě zbarvené, zvenčí mohou mít barvu žlutou, žlutozelenou, žlutou s červenými či fialovými skvrnami nebo načervenalou. Zevnitř bývají zbarvené světle žlutě, žlutozeleně, červeně nebo mají fialové skvrny. Obústí je tlusté a může být čistě žluté, oranžové, načervenalé nebo tmavě purpurové, vnitřní okraj a vejčité víčko je nejčastěji žluté a mívá fialové skvrny. Výjimečně mohou být spodní láčky zcela krvavě červené či tmavě nachové, nebo pod ústím mají slabě oranžový či červený pás a někdy bývají z venkovní strany krátce chlupaté.
Lodyhy jsou porostlé řapíkatými listy s čepelí kopinatou nebo obvejčitou, po obvodě celistvou nebo zoubkovanou, dlouhou 10 až 25 cm a širokou 4 až 10 cm, s výraznou střední žilkou ve zpeřené žilnatině a jsou zakončené úponkem dlouhým jako čepel. Úponek nese na konci válcovitou, lysou či roztroušeně chlupatou láčku dlouhou 6 až 24 cm a širokou od 2 do 6 cm. Spodní, asi dvě třetiny láčky jsou vejčitého tvaru a směrem vzhůru se zužují k válcovitému ústí. Obě postranní křídla bývají o málo menší než u spodních láček, obdobné je jejich ústí, víčko i zbarvení.
Láčka je ve své spodní části naplněná tekutinou obsahující enzymy rozpouštějící lapenou kořist a má žlázy, kterými přítomné živiny vstřebává. Rostlina si v láčce reguluje koncentraci "trávicí" tekutiny, hlavně po dešti vylučuje vodu. Nad tekutinou je na stěně láčky a na obústí hladká vosková vrstva, která znemožňuje lapenému hmyzu vylézt ven ze smrtelné pasti.
Květy jsou jednopohlavné a mají čtyři nerozlišené, červenofialově zbarvené okvětní lístky. Květy vyrůstají na 1 cm dlouhých stopkách a vytvářejí hroznovitá květenství, samčí jsou dlouhá až 45 cm a samičí jen do 22 cm. Samčí květy mají široce eliptické, asi 7 × 4 mm velké okvětní lístky a četné tyčinky srostlé do sloupku. Samičí květy mají lístky okvětí velké přibližně 4 × 2 mm, eliptický stopkatý semeník s mnoha vajíčky a přisedlou, čtyřlaločnou bliznu. Plod je hnědá, kopinatá, čtyřdílná tobolka 1,5 až 3 cm dlouhá. Obsahuje dvoukřídlá semena velká 10 × 1 mm, která rozptyluje vítr.

## Význam
Láčkovka podivná nemá valného komerčního využití, jen někteří domorodci spřádají s jejích lodyh lana a láčky používají k vaření rýže a skladování vody nebo medu. Občas bývá sběrateli pěstována jako raritní, okrasná rostlina, je však zařazená do CITES, přílohy II a tudíž obchodování s ní je na mezinárodní úrovni omezeno a podřízeno kontrole.

## Galerie

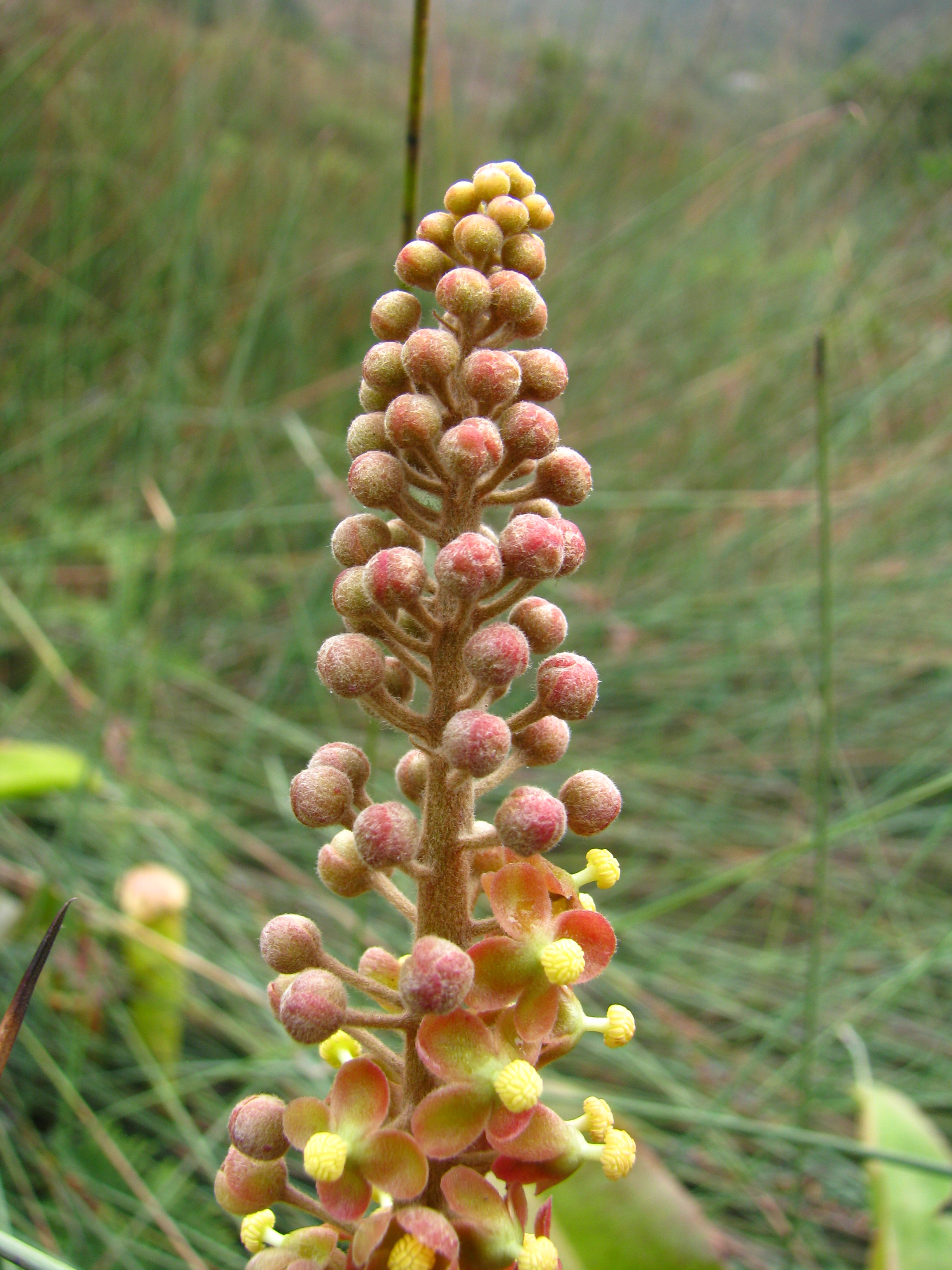
Samčí květenství
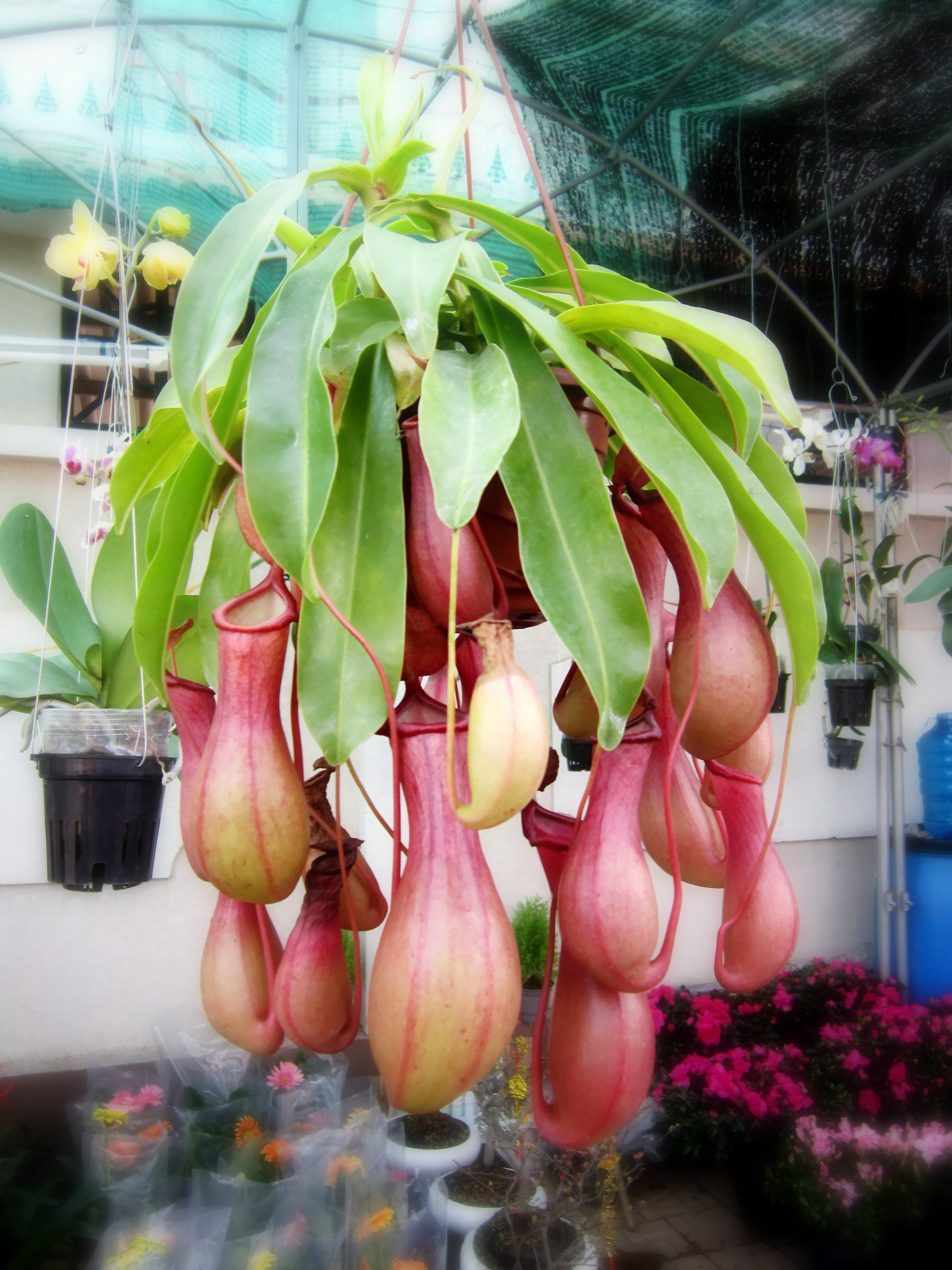
Láčkovka ze skleníku
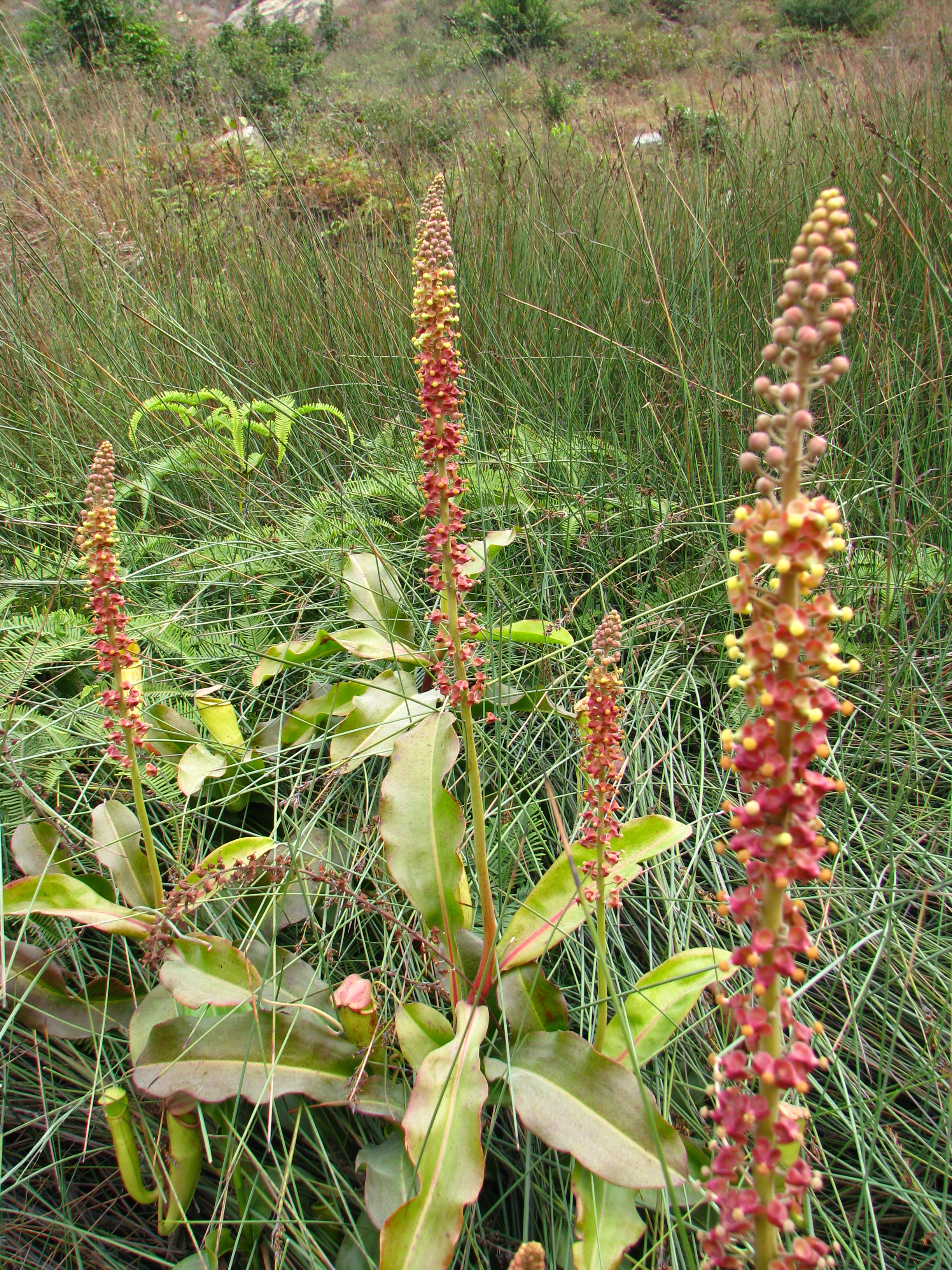
Porost láčkovky
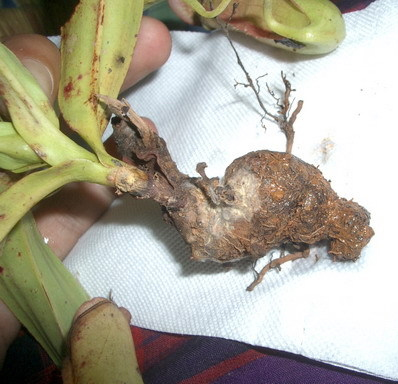
Kořen láčkovky
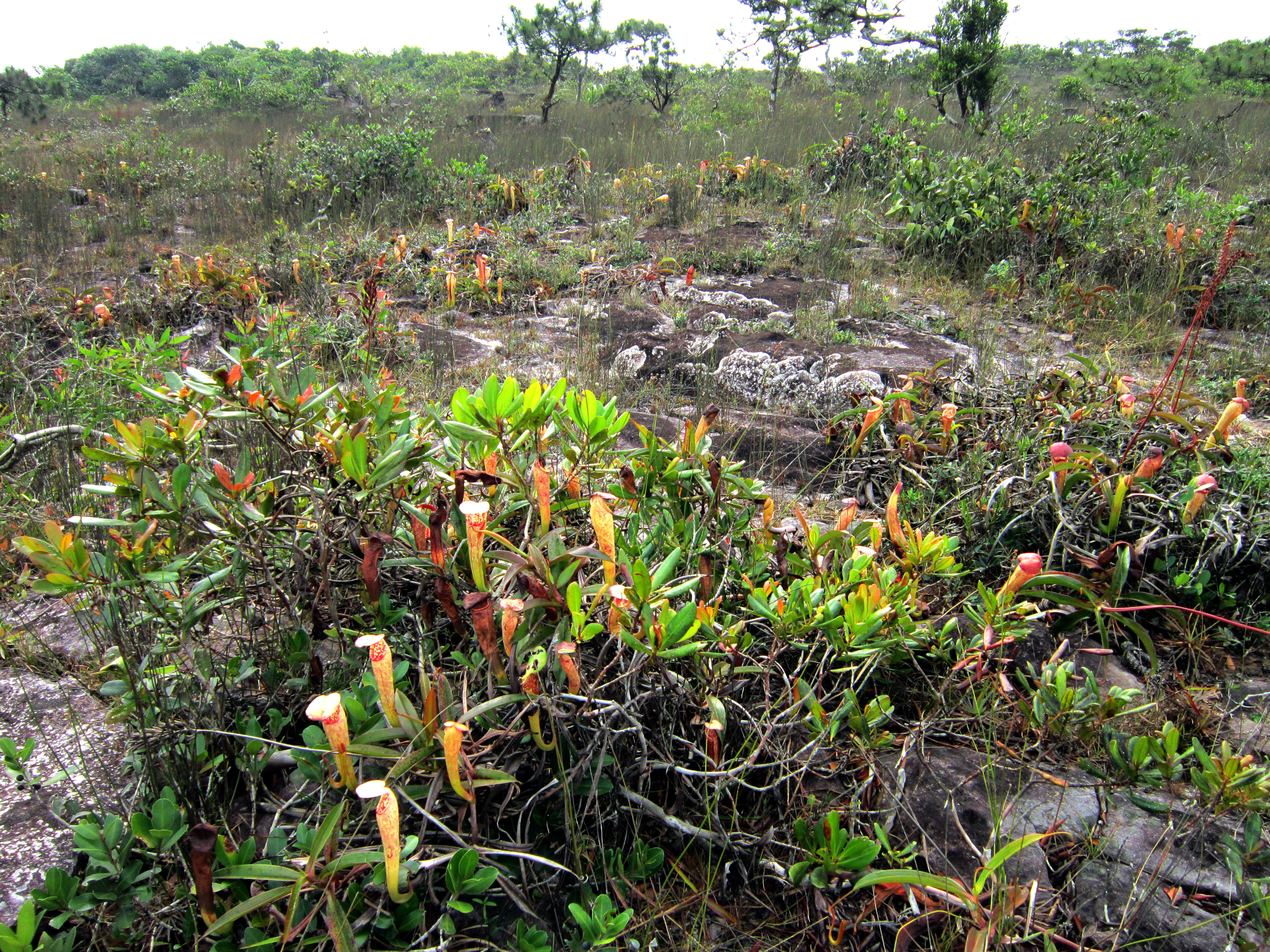
Typické prostředí
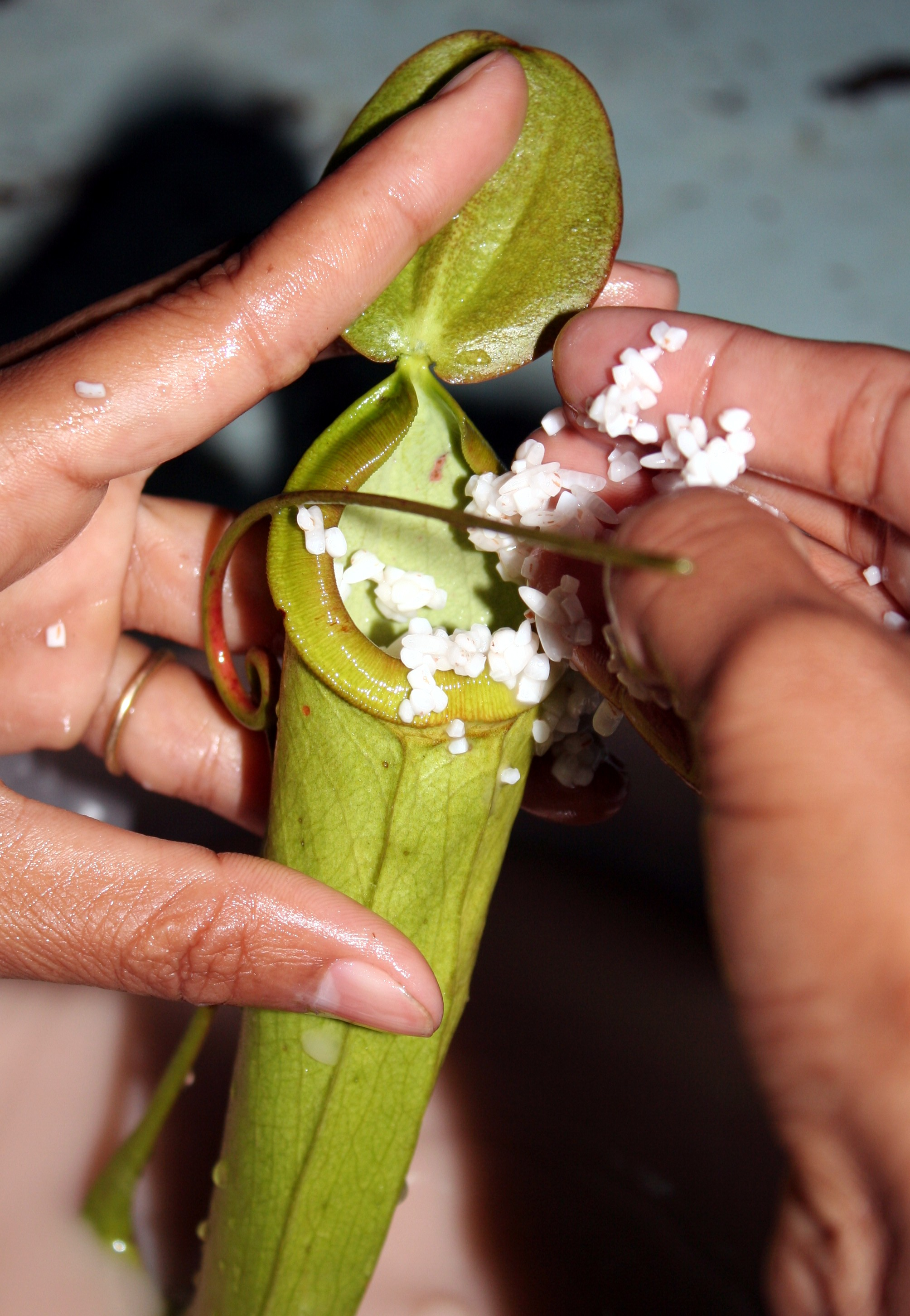
Láčka s vařenou rýži